# Zakrzewko (powiat nowotomyski)
Zakrzewko – wieś w Polsce położona w województwie wielkopolskim, w powiecie nowotomyskim, w gminie Zbąszyń. Leży przy lokalnych drogach, a na wschód przebiega linia kolejowa ze Zbąszynia do Wolsztyna (stacja kolejowa Stefanowo).
| SIMC    | Nazwa     | Rodzaj     |
| ------- | --------- | ---------- |
| 0917282 | Poświętne | przysiółek |

W 1580 Zakrzewko było wzmiankowane pod nazwą Zakrzewo minor. W 1793 dziedzicem wsi był Stefan Garczyński, właściciel pobliskiego Zbąszynia. Pod koniec XIX wieku leżała w powiecie międzyrzeckim. Liczyła 37 gospodarstw i 241 mieszkańców, z czego ewangelikami było 115. Na miejscu znajdowała się szkoła katolicka.
W latach 1975–1998 miejscowość należała administracyjnie do województwa zielonogórskiego.